# Валтер IV фон Арнщайн
Валтер IV фон Арнщайн (на немски: Walter IV von Arnstein; † сл. 1259) е господар на Арнщайн (ок. 1180 до пр. 1259) при Ашерслебен в Харц, прародител на графовете на Барби на Елба.

## Биография
Той е третият син на Валтер III фон Арнщайн († ок. 1196), фогт на Барби, и съпругата му Гертруд фон Баленщет († сл. 1194) от фамилията Аскани, дъщеря на граф Адалберт III фон Баленщет († 1171) и Аделхайд фон Ветин-Майсен, вдовицата на крал Свен III от Дания и Зеланд († 1157). Брат е на Албрехт I фон Арнщайн († сл. 1240), граф на Арнщайн, Гебхард фон Арнщайн († 1256), фогт Лайтцкау, прародител на графовете на Линдов-Рупин, Вихман фон Арнщайн († 1270), мистик, Валтер фон Арнщайн († сл. 1211), провост в Магдебург, Ермгард фон Арнщайн († 1243), омъжена за граф Ото I фон Еверщайн († сл. 1282), и на сестра, омъжена за граф Фридрих I фон Байхлинген-Ротенбург († сл. 1216).
Замъкът Барби и графството Барби са от края на 12 век собственост на графовете фон Арнщайн и те започват да се наричат фон Барби.
Братята Албрехт и Валтер разделят Арнщайн. Брат му Албрехт получава графството Арнщайн, Валтер IV получава Барби и през 1226 г. е наречен за пръв път на това господство. Така Валтер IV основава рода на графовете фон Барби.

## Фамилия
Валтер IV фон Арнщайн се жени за Луитгард фон Кверфурт-Магдебург († 6 май 1263), дъщеря на Гебхард IV фон Кверфурт, бургграф фон Магдебург († 1216) и графиня Луитгард фон Насау († 1222). Те имат децата:
- Валтер VII/VIII фон Арнщайн-Барби († 1271), баща на граф Албрехт IV фон Барби-Мюлинген († сл. 1312)
- Буркард I фон Арнщайн-Барби († сл. 6 ноември 1285)

- Вихман фон Арнщайн-Барби († сл. 1278), капитулар в Халберщат и Магдебург
- Буркард II (I) фон Арнщайн-Барби († ок. 24 ноември 1271), граф на Барби, женен за София фон Волденбург († 1276), баща на Хайнрих I фон Барби, епископ на Бранденбург († 1338/1351)
- Валтер VIII фон Арнщайн-Барби († сл. 1285), женен за Лукард фон Верберг († 23 октомври), дъщеря му се омъжва за граф Албрехт V фон Вернигероде († 1320)
- Гебхард фон Барби (1245 – 1249)
- дъщеря фон Барби, омъжена за граф Буркард II фон Вьолтингероде-Волденберг († 13 май 1273), майка на Хайнрих фон Волденберг, епископ на Хилдесхайм (1310 – 1318)